# Klimaaktiv
Klimaaktiv (früher klima:aktiv) ist eine Klimaschutzinitiative des österreichischen Klimaschutzministeriums. Das Ziel der Klimaschutzinitiative ist die Beschleunigung der Marktdurchdringung klimafreundlicher Produkte und Dienstleistungen, um Treibhausgasemissionen zu senken. Sie wird von der Österreichischen Energieagentur umgesetzt und koordiniert.